# Triplignathia bathycola
Triplignathia bathycola är en djurart som tillhör fylumet käkmaskar, och som beskrevs av Wolfgang Sterrer 1998. Triplignathia bathycola ingår i släktet Triplignathia och familjen Austrognathiidae. Inga underarter finns listade i Catalogue of Life.